# Mikhail Artsybashev

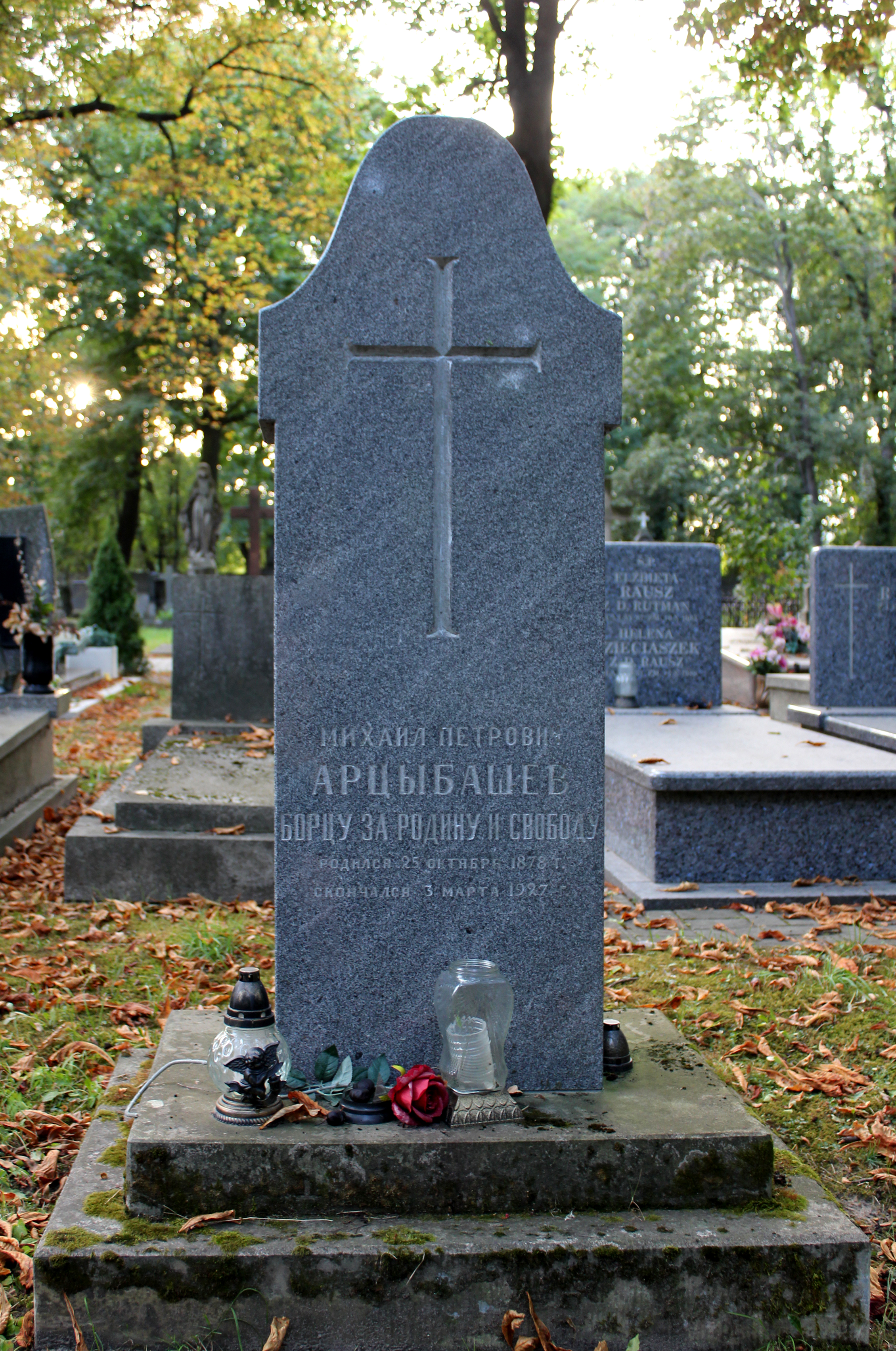
O túmulo de Artsybashev no Cemitério Ortodoxo de Varsóvia, 2023

Mikhail Petrovich Artsybashev (russo: Михаил Арцыбашев; Carcóvia, 24 de outubro de 1878 – Varsóvia, 3 de março de 1927) foi um escritor russo, um dos principais expoentes do estilo literário conhecido como naturalismo. Era o bisneto de Tadeusz Kościuszko e pai de Boris Artzybasheff, que emigrou para os Estados Unidos e ficou famoso como ilustrador. Após a Revolução Russa, em 1923 Artsibáshev emigrou para a Polônia, onde morreu em 1927.

## Biografia e obra
Mikhail Artsybashev nasceu em Carcóvia, na atual Ucrânia. Estudou na Escola de Desenho e Arte de Kharkov entre 1897 e 1898. Em 1898 mudou-se para São Petersburgo, onde trabalhou como jornalista freelance. Sua primeira grande publicação foi a história “Encontro”, publicada em 1901.
Considerou seu romance Morte de Lande (1904) como seu melhor trabalho, mas seu maior sucesso foi o romance Sanin, de 1907, que escandalizou os leitores russos e foi proibido em vários países. O protagonista do romance, Vladimir Sanin, ignora todas as convenções sociais e se especializou em seduzir aldeões virgens. Em uma cena famosa, uma jovem tenta lavar embaraçosas manchas brancas de seu vestido depois de fazer sexo com Sanin.
Em 1923, Artsibáshev obteve a cidadania polonesa (sua mãe era natural desse país) e emigrou para a Polônia, onde editou o jornal За свободу! (Pela liberdade!) Ganhou reconhecimento como um inimigo irreconciliável do regime bolchevique, e os críticos soviéticos apelidaram os fãs de seus romances de sáninstvo e artsibáshevschina. Morreu de tuberculose em Varsóvia em 3 de março de 1927.
Mikhail Artsybashev é pai de Boris Artzybasheff, que emigrou para os Estados Unidos e ficou famoso como ilustrador.